# Підводні човни типу «Адуа»
Підводні човни типу «Адуа» (італ. Classe 600 serie Adua) — серія італійських прибережних підводних човнів 600-ї серії, побудованих італійськими суднобудівельними компаніями для Regia Marina (Королівських ВМС Італії) у 1930-х роках. Всього було побудовано 17 підводних човнів цього типу, майже всі названі на честь місць в Ефіопії, яка була окупована Італією з 1936 року, але лише один з них, «Алагі», пережив Другу світову війну. Три підводні човни цього класу («Гондар», «Ашанге» і «Негеллі») були продані ВМС Бразилії перед війною і замінені на підводні човни з такими ж назвами.

### Список підводних човнів типу «Адуа»
Сімнадцять підводних човнів типу «Адуа» побудовані в період з 1936 до 1938 року.
| Човен         | Верф                                         | Закладка        | Спущений          | Введений до строю | Виведений | Статус |
| ------------- | -------------------------------------------- | --------------- | ----------------- | ----------------- | --------- | --- |
| «Адуа»        | Cantieri Riuniti dell'Adriatico, Монфальконе | 1 лютого 1936   | 13 вересня 1936   | 14 листопада 1936 | 1941      | 30 вересня 1941 року потоплений глибинними бомбами британських есмінців «Гуркха» і «Ліджен»                                         |
| «Алагі»       | Cantieri Riuniti dell'Adriatico, Монфальконе | 19 березня 1936 | 15 листопада 1936 | 6 березня 1937    | 1948      | 1 лютого 1948 року списаний на брухт                                                                                                |
| «Арадам»      | Cantieri Riuniti dell'Adriatico, Монфальконе | 14 лютого 1936  | 18 жовтня 1936    | 16 січня 1937     | 1944      | 4 вересня 1944 року потоплений авіацією союзників у порту Генуї під час авіанальоту                                                 |
| «Ашанге»      | Odero-Terni-Orlando, Ла-Спеція               | 20 січня 1937   | 5 грудня 1937     | 25 березня 1938   | 1943      | 23 липня 1943 року потоплений поблизу Аугусти глибинними бомбами та артилерійським вогнем британських есмінців «Лафорей» і «Екліпс» |
| «Аксум»       | Cantieri Riuniti dell'Adriatico, Монфальконе | 8 лютого 1936   | 27 вересня 1936   | 2 грудня 1936     | 1943      | 28 грудня 1943 року наразився на мілину та був затоплений екіпажем                                                                  |
| «Бейлул»      | Odero-Terni-Orlando, Ла-Спеція               | 2 липня 1937    | 22 травня 1938    | 14 вересня 1938   | 1944      | у травні 1944 року затоплений авіацією союзників у порту Монфальконе під час авіанальоту                                            |
| «Дагабур»     | Cantieri navali Tosi di Taranto, Таранто     | 16 квітня 1936  | 22 листопада 1936 | 9 квітня 1937     | 1942      | 12 серпня 1942 року затоплений тараном британського есмінця «Волверін» південніше Балеарських островів                              |
| «Дессе»       | Cantieri navali Tosi di Taranto, Таранто     | 20 квітня 1936  | 22 листопада 1936 | 14 квітня 1937    | 1942      | 28 листопада 1942 року затоплений есмінцями «Куберон» і «Квентін» біля Бона                                                         |
| «Дурбо»       | Odero-Terni-Orlando, Ла-Спеція               | 8 березня 1937  | 6 березня 1938    | 1 липня 1938      | 1940      | 18 жовтня 1940 року потоплений східніше Гібралтара есмінцями «Файрдрейк» і «Ресле»                                                  |
| «Гондар»      | Odero-Terni-Orlando, Ла-Спеція               | 15 січня 1937   | 3 жовтня 1937     | 28 лютого 1938    | 1940      | 30 вересня 1940 року потоплений поблизу Александрії есмінцями «Стюарт» і «Даймонд» та летючим човном «Сандерленд»                   |
| «Лафоле»      | Odero-Terni-Orlando, Ла-Спеція               | 30 червня 1937  | 10 квітня 1938    | 13 серпня 1938    | 1940      | 20 жовтня 1940 року потоплений північніше Мелільї британськими есмінцями «Галант», «Готспар» і «Гріфін»                             |
| «Макалле»     | Odero-Terni-Orlando, Ла-Спеція               | 1 березня 1936  | 29 жовтня 1936    | 1 березня 1937    | 1940      | 15 червня 1940 року сів на мілину поблизу суданського порту Суакін                                                                  |
| «Негеллі»     | Odero-Terni-Orlando, Ла-Спеція               | 25 лютого 1937  | 7 листопада 1937  | 28 лютого 1938    | 1941      | 19 січня 1941 року потоплений поблизу острову Фальконера британським есмінцем «Грейгаунд»                                           |
| «Шире»        | Odero-Terni-Orlando, Ла-Спеція               | 30 січня 1937   | 6 січня 1938      | 25 березня 1938   | 1942      | 10 серпня 1942 року потоплений неподалік від Хайфи британським озброєним траулером HMT Islay (T172)                                 |
| «Тембіен»     | Odero-Terni-Orlando, Ла-Спеція               | 6 лютого 1937   | 6 лютого 1938     | 1 липня 1938      | 1941      | 2 серпня 1941 року потоплений західніше Мальти таранним ударом британського крейсера «Герміона»                                     |
| «Воршейх»     | Cantieri navali Tosi di Taranto, Таранто     | 2 грудня 1936   | 19 листопада 1937 | 4 грудня 1937     | 1942      | 15 грудня 1942 року потоплений південніше Мальти есмінцями «Пітард» і «Васілісса Ольга»                                             |
| «Вебе Шебелі» | Cantieri navali Tosi di Taranto, Таранто     | 22 січня 1937   | 3 жовтня 1937     | 21 грудня 1937    | 1940      | 29 червня 1940 року потоплений есмінцями «Дейнті» і «Айлекс»                                                                        |